# Anisostachya paucinervis
Anisostachya paucinervis är en akantusväxtart som beskrevs av Raymond Benoist. Anisostachya paucinervis ingår i släktet Anisostachya och familjen akantusväxter. Inga underarter finns listade i Catalogue of Life.